# Rosie Carver
Rosie Carver é uma personagem fictícia do filme Com 007 Viva e Deixe Morrer, oitavo da franquia cinematográfica de James Bond e primeiro com o ator britânico Roger Moore.
A personagem não existe no livro original de Ian Fleming, tendo sido criada exclusivamente para o cinema, e foi a primeira bond-girl negra em toda a série.

## Características
Carver é uma agente dupla da CIA, negra e de belo corpo, que secretamente foi arregimentada pelo vilão de dupla personalidade Mr.Big/Dr.Kananga, diplomata, traficante de drogas e chefe de uma organização criminosa baseada na ilha de San Monique, no Caribe. Enviada por Kananga para matar James Bond, falha, e após fazer amor com 007 é assassinada pelos capangas do traficante.
Originalmente concebida como sendo branca, e Solitaire, a principal bond girl, como negra - os produtores queriam a cantora Diana Ross para o papel - Carver acabou sendo mantida como negra, vivida pela novata Gloria Hendry, e Solitarie, interpretada por Jane Seymour, branca.

## No filme
Bond encontra-se com Rosie pela primeira vez em seu quarto de hotel, quando é surpreendido pela gerência ao chegar e ser avisado de que a "Sra.Bond" já se encontra na suíte esperando-o. Depois que ela se identifica como o contato da CIA, os dois passam a noite juntos e pela manhã se dirigem ao alto-mar para uma pescaria, que na verdade usam para fazer o reconhecimento da ilha.
Após um piquenique onde fazem amor e Bond, desconfiado, confronta Rosie, ela confessa estar também trabalhando para Mr. Big, e que deveria levar o espião até uma armadilha onde ele seria assassinado. Quando o espião, ainda descrente da confissão da agente dupla ameaça matá-la, ela foge em pânico apenas para ser morta por um dardo envenenado lançado por um dos capangas do vilão, que vigiava o casal.